# Ludwig Ott
Ludwig Ott (24. srpna 1906 Neumarkt-St. Helena – 25. srpna 1985 Eichstätt) byl římskokatolický teolog a medievalista.

## Život
Po studiu na filozofické a teologické fakultě v Eichstättu byl Ott v roce 1930 vysvěcen na kněze. Doktorát absolvoval v Mnichově (1931–1936) u Martina Grabmanna, u něhož byl poučen o vývoji středověké teologie. V roce 1936 se stal mimořádným profesorem dogmatiky na biskupské filozoficko-teologické vysoké škole v Eichstättu, řádným profesorem se stal v roce 1941. V letech 1960–1962 byl rektorem této katolické univerzity.
Zabýval se především dogmatikou, zejména ranou scholastikou, například Hugem od sv. Viktora. Svým dílem „Grundriss der katholischen Dogmatik“ (Nástin katolickké dogmatiky) vytvořil směrodatné základní dílo dogmatiky, které je vhodné zejména pro studijní účely. Dílo pro kněze i laiky bylo přeloženo do několika jazyků (včetně arabštiny) a vyšlo již více než desetkrát. Vědeckou zásluhu má i jeho opětovné vydání Grabmannova významného díla „Mittelalterliches Geistesleben“, vydání pozůstalosti tohoto významného medievalisty a spolupráce na „Handbuch der Dogmengeschichte“.

## Dílo
- Das Weihesakrament. Herder, Freiburg 1969 (HDG IV/5) (německy)
- Grundriss der katholischen Dogmatik. Verlag Herder, Freiburg im Breisgau 1. Auflage 1952, 3. veränd. Auflage 1957, 10. Auflage 1981 (Ausgabe letzter Hand), ISBN 3-451-13541-8. (německy)
- Grundriss der Katholischen Dogmatik. nova & vetera, Bonn 11. Auflage 2005 (mit Literaturnachträgen), ISBN 3-936741-25-5. (německy)
- Die Lehre des Durandus de S. Porciano O. P. vom Weihesakrament. Dargestellt nach den verschiedenen Redaktionen seines Sentenzenkommentars und nach der Diskussion der Dominikanertheologie des beginnenden 14. Jahrhunderts. Schöningh, München/Paderborn/Wien 1972, ISBN 3-506-79417-5. (německy)
- Mittelalterliches Geistesleben, 3. Auflage mit der Bibliographie Martin Grabmanns. Olms: Hildesheim 1975 (ergänzter Nachdruck der Ausg. München 1956), ISBN 3-487-05666-6. (německy)
- mit Hermann Köstler: Martin Grabmann. Nachlass und Schrifttum. Schöningh, Paderborn 1980, ISBN 3-506-79430-2. (německy)